# Об убийстве — на первую полосу
«Об убийстве — на первую полосу» (итал. Sbatti il mostro in prima pagina) — кинофильм режиссёра Марко Беллоккьо, вышедший на экраны в 1972 году.

## Сюжет
Накануне очередных парламентских выборов страну захлёстывает политическая нестабильность. Левые и правые партии обвиняют друг друга во всех смертных грехах, а на улицах Милана ежедневно происходят столкновения радикальной молодёжи с полицией. Самое активное участие в событиях принимает проправительственная газета «Джорнале», редактор которой Бидзанти мастерски манипулирует общественным мнением, умалчивая о тех или иных фактах или подавая их под нужным соусом. Когда в окрестностях города находят труп изнасилованной и убитой Марии Грации, юной дочери влиятельного деятеля медицины профессора Мартини, Бидзанти видит в этом превосходный шанс, который можно использовать в своих целях. Подключившись к расследованию дела и умело направляя полицию по нужному следу, газетчику удаётся связать преступление с одним из лидеров левой молодёжной группы...

## В ролях
- Джан Мария Волонте — Бидзанти, редактор газеты
- Фабио Гарриба — Роведа
- Лаура Бетти — Рита Дзигай
- Джон Стайнер — Монтелли, владелец газеты
- Коррадо Солари — Марио Бони
- Сильвия Крамар — Мария Грация Мартини
- Массимо Патроне — школьный привратник
- Жак Эрлен — Лаури
- Джанни Соларо — Итало Мартини, отец Марии Грации
- Карла Тато — жена Бидзанти
- Энрико ДиМарко — комиссар полиции